# Tiros
Tiros é um município brasileiro no estado de Minas Gerais. Localizado na Mesorregião do Triângulo Mineiro e Alto Paranaíba e na Microrregião de Patos de Minas.

## Topônimo
O topônimo surgiu de um incidente entre garimpeiros vindos para o Rio Abaeté ou para ele se dirigindo e soldados do Quartel D'Assunção, junto a um córrego localizado nas proximidades da atual sede do município. Houve uma grande batalha entre os mineradores e os militares com forte tiroteio, ficando o córrego conhecido como "Ribeirão dos Tiros", expressão que passou a topônimo e se estendeu a toda a região. Antes de se tornar um município independente chegou a se chamar Santo Antônio dos Tiros, em homenagem ao seu padroeiro.

## História

### Pré-história
Inicialmente a região onde se localiza hoje o município de Tiros era ocupada por indígenas da tribo dos Araxás, dos quais já foram encontrados utensílios em uma gruta situada há cerca de 6 km da sede do município.

### Século XIX
Como prêmio pela construção da picada para as minas de Goiás o capitão Antônio Fagundes Borba, vindo de Sabará, descendente de Borba Gato recebeu uma sesmaria da região onde hoje se localiza o município. Foi ele o primeiro homem branco a habitar o local, em uma fazenda que batizou de Fazenda Borbas.
Com a construção do caminho para Goiás foram fechados os outros caminhos existentes e construídos uma série de quarteis para controle dos minérios extraídos nas minas, entre eles o Quartel D'Assunção e o Quartel Geral, entregues aos filhos do português radicado em Pitangui Antônio José Delgado de Morais Pessoa. Antônio de Morais Pessoa e João de Morais Pessoa foram responsáveis junto com os Borba pelo povoamento da região.

#### Borba x Morais Pessoa
Durante a Revolução de 1842 a cidade foi palco de duas grandes batalhas. As duas famílias mais influentes da cidade assumiram posições opostas no conflito. José Borba liderava os legalistas, enquanto Domingos de Morais Pessoa, comandava os rebeldes.
Na primeira batalha venceram os rebeldes, que conseguiram se apossar do quartel general. Com o reforço de mais 300 homens vindos de Pitangui na segunda batalha o resultado foi inverso: venceram os legalistas que levaram José Borba como prisioneiro à Pitangui. Ainda hoje há no município uma formação denominada Morro da Vigia, local onde o delegado legalista Justino Nunes da Silva colocou um escravo como vigia, enquanto não chegavam os reforços para a segunda batalha.

### Século XX
.

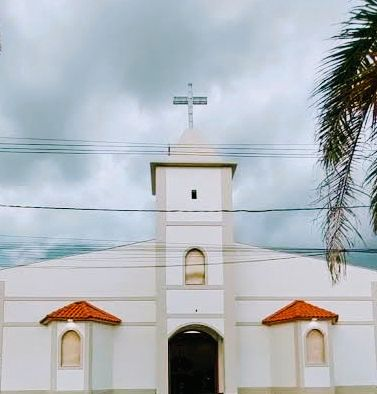
Capela Nossa Senhora do Rosário, Tiros-MG

A primeira sede da região foi a chamada Vila Velha, onde originalmente havia um pouso de tropeiros. Já em 1920 Leôncio Ferreira, um professor local, observando a erosão que avançava pela cidade sugeriu que fosse construída uma nova sede para o então distrito. Assim, em regime de mutirão, em 1928, já como município independente, os moradores da cidade limparam a nova área que abrigaria o município, demarcaram as ruas e colocaram um cruzeiro onde hoje se localiza a igreja matriz de Santo Antônio, local da primeira missa da cidade.
A cidade respeitou cuidadoso planejamento urbanístico, que persiste ainda hoje: todas as ruas, cortam a cidade de leste a oeste possuem 15 metros de largura. Todas as ruas no sentido norte-sul são avenidas, com 20 metros de largura com canteiro central. No centro, em frente à igreja há uma praça de 14,4 mil metros quadrados.
Ernesto Bomtempo, Sebastião Dias, Agenor Faria e João Cruz foram os primeiros a levarem suas famílias para morarem na nova cidade. Era chefe do Executivo Municipal, na época da transferência da sede, José Bontempo de Oliveira. Após a mudança dos nobres, a população em geral começou sua transferência, que permaneceu até 1934, quando já não havia mais residências na Vila Velha.

## Divisão política

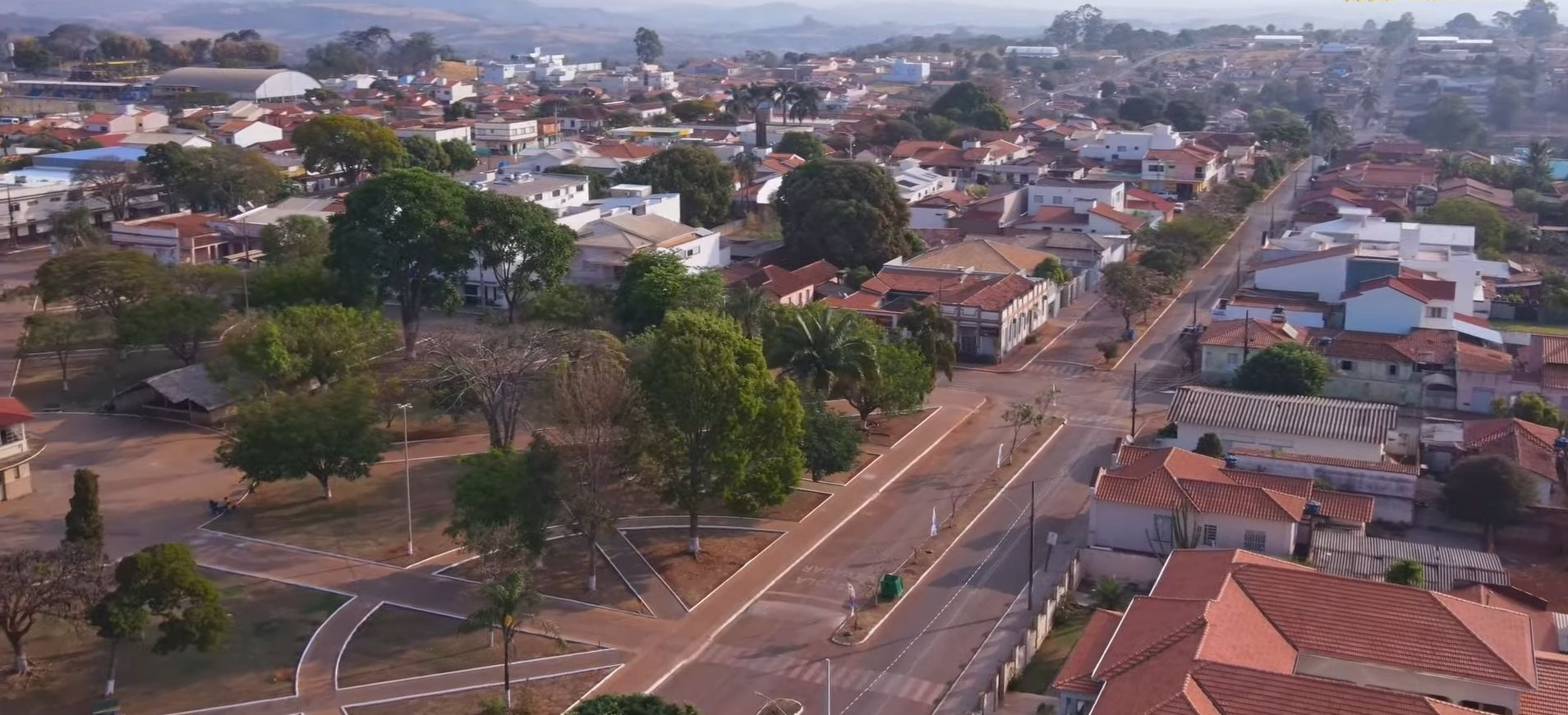
Praça Central com bairro Campestre ao fundo.

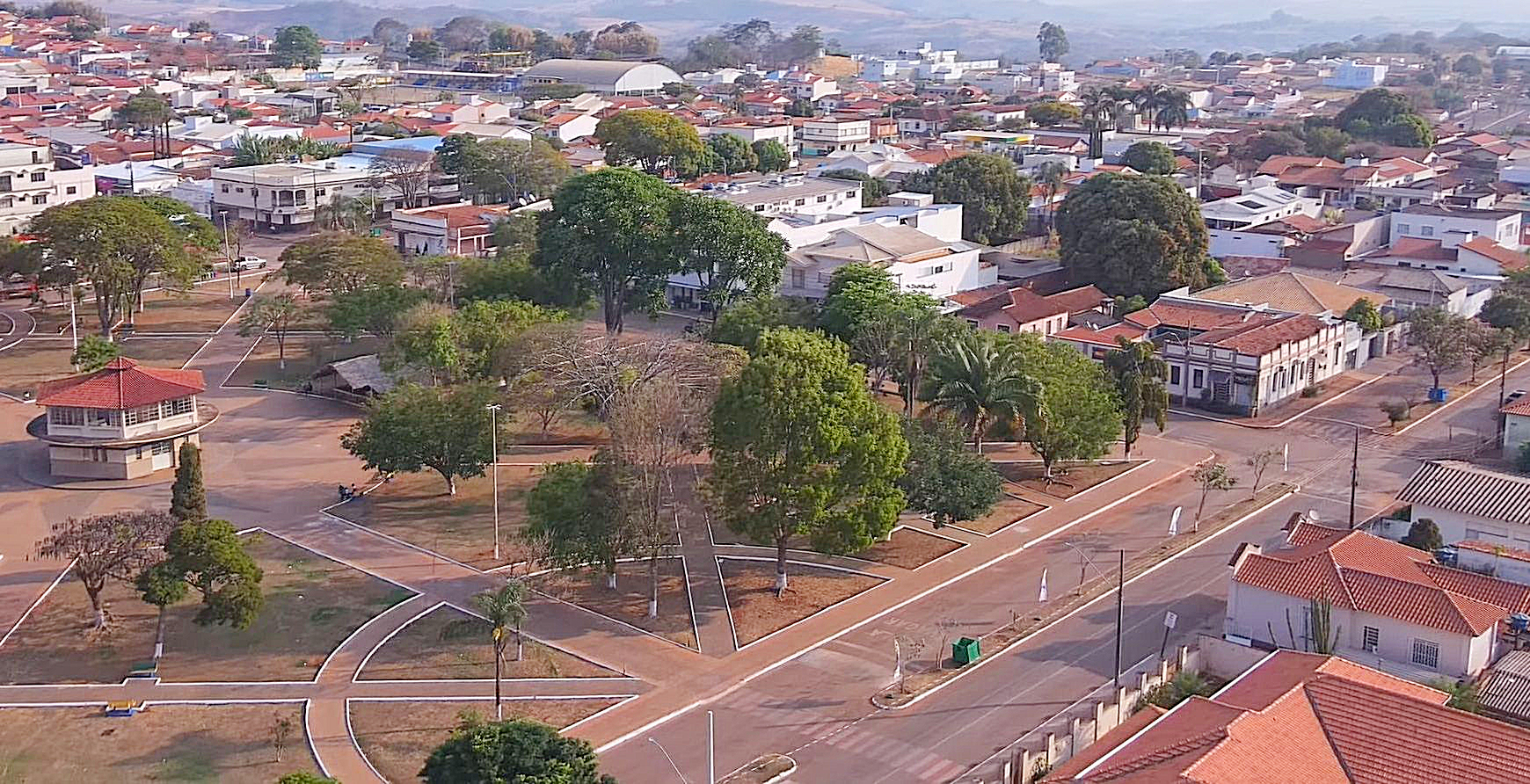
Praça Santo Antônio/Praça Central

Em seus primórdios Tiros compunha o município de Quartel Geral. Através de lei provincial de 1867 (confirmada por lei estadual de 1891) foi criado o distrito de Santo Antônio dos Tiros, subordinado agora ao município de Abaeté, situação na qual permaneceu até 1923, quando foi elevado a categoria de município independente.
Seu território era mais amplo que o atual constituído por quatro distritos: Tiros, o distrito-sede; Canoas, nova denominação da região de Abaeté Diamantino; além de São José do Canastrão e São Gonçalo do Abaeté, desmembramentos do distrito de Canastrão. Em 1938 o distrito de São José do Canastrão passou a denominar-se apenas Canastrão.
Em 1943 os distritos de São Gonçalo do Abaeté e Canoas, além de parte do distrito de Canastrão são desmembrados para formar o município de São Gonçalo do Abaeté. O distrito de Canoas, subordinado ao novo município, assune a denominação de Canoeiros e a parte de Canastrão passa a integrar o distrito sede daquele município. Por fim, em 1953, é formado o município de Matutina sendo utilizado, para tanto, uma porção da parte sul do município. Assim, Tiros passa a ter a sua conformação atual.

## Hierarquia urbana

Microrregião de Patos de Minas

Segundo os critérios do IBGE, Tiros faz parte da Mesorregião do Triângulo Mineiro e Alto Paranaíba, uma das 12 instituídas pelo órgão em Minas Gerais. A mesorregião é composta por 66 municípios onde vivem cerca de 2,2 milhões de pessoas.
Ainda de acordo com a classificação do IBGE, o município faz parte da Microrregião de Patos de Minas, que reúne 10 municípios que somados possuem cerca de 253 mil habitantes, sendo o 4º menos populoso dentre os municípios do grupo, a frente apenas de Arapuá, Santa Rosa da Serra e Matutina.
O governo de Minas Gerais adota uma classificação regional diferente, no qual o estado é dividido em dez Regiões de Planejamento. Tiros faz parte da Região V, Alto Paranaíba.

## Demografia
A população do município segundo o censo de 2010 era de 6.906 habitantes. Entre 2000 e 2010, o crescimento vegetativo foi de -0,92%. Na década anterior, de 1991 a 2000, a taxa média de crescimento anual foi de -1,47%, ou seja, a cidade está diminuindo de tamanho, em termos populacionais. No Estado, estas taxas foram de 1,01% tanto 2000 e 2010 quanto entre 1991 e 2000. No país, foram de 1,01% entre 2000 e 2010 e 1,02% entre 1991 e 2000.
Ainda segundo o Censo de 2010, 51,22% eram homens, e 48,78% eram mulheres. A diferença entre a população masculina e feminina diminuiu na última década, já que em 2000 a população masculina era de 52,97% e a feminina 47,03%.
A taxa de envelhecimento da população vem aumentando, passando de 6,20% em 1991, para 9,03% em 2000 e 11,77% em 2010. A população tirense é composta de 20,03% de pessoas com menos de 15 anos, 68,20% entre 15 e 64 anos e 11,77% com mais de 65 anos.
Tiros já alcançou um dos Objetivos de Desenvolvimento do Milênio em que o país deve reduzir a mortalidade infantil para menos de 17,9 por mil nascidos vivos até 2015. Em 2010 a mortalidade infantil no município era de 13,6 por mil, enquanto Minas Gerais registrava 15,1 e o Brasil 16,7.
| Ano  | Até 1 ano | Até 5 anos |
| ---- | --------- | ---------- |
| 1991 | 30,4      | 40,0       |
| 2000 | 19,7      | 21,5       |
| 2010 | 13,6      | 15,9       |

A taxa de fecundidade da cidade está exatamente na taxa de reposição, com 2,1 filhos por mulher, enquanto a esperança de vida ao nascer aumentou 8,4 anos nas últimas duas décadas, passando de 67,7 anos em 1991, para 73,3 em 2000 e 76,1 em 2010, número mais alto do que o do estado e o Brasil em 2010 registravam 15,3 anos e 73,9 anos.